# Eumichtis aurora
Eumichtis aurora là một loài bướm đêm trong họ Noctuidae.